# Easy Serving Espresso Pod
Een Easy Serving Espresso Pod, of E.S.E. pod, is een kleine samengeperste koffiepad met een papieren filter eromheen.
Elke pod bevat ongeveer 7 gram fijn gemalen koffie. De pod wordt in het filterbakje geplaatst van de voor E.S.E. geschikte espressomachine. 
De E.S.E. is in 1999 ontworpen door de Italiaanse firma Illy als een oplossing voor het gemakkelijk bereiden  van een kopje espresso.